# 一氟化金
一氟化金是一种无机化合物，化学式为AuF。该化合物的固体无法被分离，但通过旋转光谱法和质谱法可以观察到它作为气体存在。
一种被NHC配体稳定的一氟化金配合物已得到表征。